# Torrentfreak
Torrentfreak (förkortat TF) är en blogg som rapporterar om de senaste nyheterna och trenderna inom BitTorrent-protokollet och fildelning. Webbplatsen startades november 2005 av en holländare under pseudonymen "Ernesto Van Der Sar". Han fick sällskap av Andy "Enigmax" Maxwell och Ben Jones 2007. Rickard Falkvinge, grundaren av Piratpartiet, är kolumnist på sidan och gör regelbundna bidrag. Webbsidan eCommerceTimes beskrev 2009 "Ernesto" som pseudonymen av Lennart Renkema, ägaren av Torrentfreak. Torrentfreaks innehåll är gratis innehåll under en Creative Commons-licens. Webbsidans ledande forskare och "community manager" är aktivisten Andrew Norton.